# Gephyrodesmus cineraceus
Gephyrodesmus cineraceus är en mångfotingart som beskrevs av Jeekel 1983. Gephyrodesmus cineraceus ingår i släktet Gephyrodesmus och familjen Dalodesmidae. Inga underarter finns listade i Catalogue of Life.